# Sublunarer Punkt

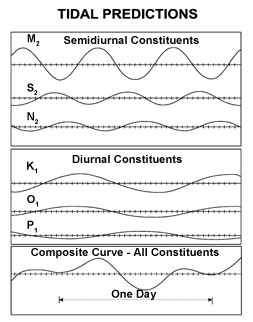
Harmonische Konstituenten des Flutzyklusses, dargestellt für einen bestimmten Tag.
O_{1} ist der Einfluss der Breite des sublunaren Punkts
(Department of Oceanography Naval Postgraduate School)

Der Sublunare Punkt (lateinisch sub-lunar ‚unter dem Mond‘, aus dem Lateinischen) ist derjenige Ort auf der Erde, an dem der Mond genau im Zenit steht. Er ist der Punkt, in dem die Verbindungslinie zwischen den Mittelpunkten von Mond und Erde die Erdoberfläche schneidet. Der Punkt ist ein gängiger Hilfspunkt der Mondbeobachtung in der Himmelsmechanik und astronomischen Phänomenologie, insbesondere der Theorie der Gezeiten (s. u.), sowie der Theorie der Sonnenfinsternisse.
Die Berechnung des Sublunaren Punktes entspricht der Berechnung der geozentrischen Koordinaten des Mondes, er hat dieselbe Geographische Länge und Breite, wie der Mond astronomische Länge und Breite hat – beide werden mit φ und β bezeichnet.

## In der Gezeitentheorie
Eine „Auswirkung“ des sublunaren Punkts ist konkret: Im sublunaren Punkt ist das Maximum des dem Mond zugewandten Wellenbergs, der die Erde umläuft und die Gezeiten hervorruft. Man nennt diesen darum ebenfalls sublunar, den gegenüberliegenden Wellenberg antipodal. Ebbe und Flut wechseln sich im (grob) 12-stündigen Rhythmus ab (man nennt das semidiurnal), nicht in 24 Stunden (auch nicht in exakt 24 h 48′, einem durchschnittlichen „Mondtag“).
Zwar sind diese Auswirkungen keine primär direkte Wirkungen der Anziehung des Wassers durch den Mond, sondern das Phänomen einer stehenden Welle im Erde-Mond-System (sonst gäbe es nur einen Wellenberg). In Korrelation mit den Syszygien, also dem Sonnenstand, haben sie aber zur Folge, dass Ebbe und Flut auch über die Jahreszeiten mit dem Stand des Mondes korrelieren: Der Vollmond wandert in einem Monat ebenso von Hochständen zu Tiefständen über dem Horizont wie die Sonne in einem Jahr – weil beide die Erde scheinbar in der Ekliptik umkreisen, die Sonne jährlich, der Mond monatlich.
- Der Neumond steht bei der Sonne, also steht er hoch, wenn die Sonne hoch steht, also im Sommer,
- der Vollmond steht der Sonne gegenüber, steht also hoch, wenn die Sonne tief steht, also im Winter.

Daher liegt das Maximum des Flutberges, das im sublunaren Punkt liegt, auf der jeweiligen Winterhalbkugel. Zusätzlich addiert die Gravitation des Mondes tatsächlich einen Anteil zum Wellenberg, sodass die sublunare Flut stärker ist als die antipodale (lunar diurnale Frequenzkomponente des Flutzyklusses). Deshalb sind die höchstmöglichen Gezeitenwasserstände, also Springhochwasser, die auf einen Vollmondtermin fallen, stärker als diejenigen, die auf einen Neumond fallen.
Die lunar-diurnale, also mit der Deklination / Höhe des Mondes korrelierende Komponente (O1 in der Abbildung) stellt die viertstärkste
Konstituente einer analytischen Fluttheorie dar – allerdings nur für ihr Grundmuster; die Reaktion einzelner Meeresregionen, oft einzelner Buchten, auf die von Sonne und Mond angeregte Schwingung ist enorm variabel. Da auf beiden Erdhalbkugeln die klimatischen Rahmenbedingungen (Herbst- und Winterstürme) mit den himmelsmechanischen Rahmenbedingungen korrelieren, sind Vollmond-Sturmfluten im Winterhalbjahr der jeweiligen Halbkugel tatsächlich im statistischen Mittel signifikant stärker als im Sommerhalbjahr.